# Uperoleia lithomoda
Uperoleia lithomoda es una especie  de anfibios de la familia Myobatrachidae.

## Distribución geográfica
Se encuentra Australia, Papúa Nueva Guinea y posiblemente en Indonesia.